# 石出宗秀
石出 宗秀（いしで むねひで、1941年3月12日 - ）は、日本の官僚。元総理府次長。富山県氷見市出身。千葉県流山市西初石在住。瑞宝重光章受章。

## 来歴
氷見市立西部中学校・富山県立氷見高等学校・富山大学経済学部経済学科卒業。1963年 運輸省に入省。海上保安庁経理補給部補佐官、第五管区海上保安本部経理補給部長、関東海運局運航部長、運輸審議会審理官、大臣官房観光部業務課長、海上保安庁経理課長、総理府内閣総理大臣官房参事官、公害等調整委員会事務局長などを経て、1992年7月に日本学術会議事務局長。1993年6月に賞勲局長。1996年7月5日より総理府次長（～1998年1月9日まで）。退官後は神奈川中央交通監査役・JR東日本フードビジネス監査役等を務めた。2011年秋の叙勲で瑞宝重光章を受章。